# 바르톨로메오 페페
바르톨로메오 페페(Bartolomeo Pepe, 1962년 11월 3일 ~ 2021년 12월 23일)는 이탈리아의 정치인이다.
오성운동(2013~2014)과 녹색연합(2015) 당원으로서 2013년부터 2018년까지 상원의원을 지냈다.
켐트레일 등의 음모론을 적극적으로 퍼뜨렸으며, 백신과 자폐증과의 연관 관계가 있다고 믿는 등 백신 반대 운동을 했다. 코로나19 범유행이 터졌을 땐 격리 정책 등을 ‘히스테리’라 평했으며 코로나19 백신 접종 정책을 반대했다. 2021년 12월 23일 코로나19로 사망했다.